# Burgstall Haslach
Der Burgstall Haslach ist eine abgegangene Spornburg in der Nähe von Haslach, einem Gemeindeteil der niederbayerischen Gemeinde Bruckberg im Landkreis Landshut. Die Anlage wird als Bodendenkmal unter der Aktennummer D-2-7437-0014 als „ebenerdiger Ansitz des Mittelalters“ geführt.

## Beschreibung
Der Burgstall liegt ca. 700 m südöstlich von Haslach bzw. 653 m südwestlich von Weihern im Waldgebiet Lichtenwart. Ein nach Westen offener Halbkreis umschließt mit einem in einem Hang auslaufenden Graben an der Spornspitze einen Innenraum von 32 m Länge × 30 m Breite. In der Mitte des Bogens führt eine Erdbrücke zu dem Innenraum. Die Nord- und Nordost-Seite werden von einem maximal 0,6 m hohen Randwall begleitet. Dieser fällt um 2 bis 2,5 m zur Grabensohle ab und läuft an der Erdbrücke aus. Nach Nordosten besitzt der Randwall einen Durchstich und der davor liegende Graben eine schmale Erdbrücke. Die südliche Bogenhälfte beginnt nach der Toröffnung ebenfalls als Graben, geht aber im Bereich des steileren Abfalls in eine schmale Terrassenstufe über, von hier steigt eine steile Böschung um 3 m zum Rand des Innenraums. Dieser weist drei Eingrabungslöcher von bis zu 3 m Durchmesser und 1 m Tiefe auf.